# Estructura de las FARC-EP
La estructura militar de las Fuerzas Armadas Revolucionarias de Colombia - Ejército del Pueblo (FARC-EP) conformada a partir de 1964, después de la Operación Soberanía desarrollada en la región de Marquetalia en Planadas (Tolima). y se desarrollaron durante el Conflicto armado interno de Colombia, llegando a ser la organización guerrillera, insurgente y terrorista más grande del Hemisferio Occidental hasta 2016 cuando se desmovilizan y dejan las armas con el Acuerdo de paz entre el gobierno colombiano y las FARC-EP.
Fueron comandados por el Secretariado de las FARC-EP y el Estado Mayor Central (EMC), donde el Secretariado Nacional se compone de 31 miembros (27 principales y 4 suplentes), y de allí se eligen a 9 integrantes (7 principales y 2 suplentes) encargados de formar al Estado Mayor Central, este último era el organismo superior de dirección y mando, en todos sus escalones. Sus acuerdos, órdenes y determinaciones obligaban a todo el movimiento y a todos sus integrantes.
Estuvieron conformadas por 7 bloques que agruparon los entre 66-70 frentes y otras estructuras que llegaron a tener. Tuvieron presencia militar en las fronteras de Colombia y vínculos políticos en el exterior.
Estas estructuras se encargaban de realizar trabajo militar, logístico, político, comunicaciones y de financiación con el narcotráfico, la minería ilegal, el secuestro entre otras prácticas delictivas. En la actualidad algunos grupos de Disidencias de las FARC-EP buscan recuperar el dominio territorial, el poder militar y las estructuras económicas que alcanzó a tener en algún momento la organización.

## Evolución histórica de las FARC-EP
Véase Anexo:Cronología de las FARC-EP
Las Fuerzas Armadas Revolucionarias de Colombia, eran un movimiento político, social y armado que se rigió bajo el ideario marxista-leninista, bolivariano; con presencia en toda Colombia, su estatuto interno, su mando unificado y su vocación de poder en la perspectiva de una verdadera democracia, no dejaban duda de su carácter beligerante. 
• La construcción de las FARC-EP como organización, su crecimiento y expansión se dio por penetración territorial, hubo un centro que controla, estimula y dirige el desarrollo de la periferia'.
• La Conferencia Nacional era la máxima instancia de las FARC-EP y en la elección de sus delegados tenían derecho a participar todos los integrantes de la organización. Esta conferencia era organizada por el Secretariado y era la encargada de nombrar al Estado Mayor Central. En total tuvieron 10 conferencias:
| Conferencia | Año                         | Lugar            | Resultado |
| ----------- | --------------------------- | ---------------- | --- |
| Primera     | 1965                        | Sur del país     | En esa reunión la guerrilla comenzó a fijar su accionar militar y su organización interna. |
| Segunda     | 1966                        | Caquetá          | El ‘Bloque Sur’ adopta el nombre de Fuerzas Revolucionarias Armadas de Colombia (FARC) |
| Tercera     | 14 y 22 de abril de 1969    | Sur del país     | Donde las FARC estudian nuevas tácticas de lucha y crean una escuela de formación ideológica para el estudio de la guerra.                                                                                            |
| Cuarta      | 1970                        | Caquetá          | Organizan su estructura militar en frentes guerrilleros en un momento en el que el Gobierno no sabía dónde operaban o siquiera si seguían existiendo.                                                                 |
| Quinta      | 1974                        | Meta             | "Un nuevo balance a partir de condiciones nuevas" y refuerzan su "proyecto de elevación política" que les permitiría organizar su operación militar en los años siguientes.                                           |
| Sexta       | 18 y el 26 de enero de 1978 | Meta             | Las FARC crearon el Secretariado, órgano colectivo de dirección, y un "ejército revolucionario". Para reglamentar su vida interna adoptan un estatuto, un régimen disciplinario y normas internas de comando.         |
| Séptima     | 1982                        | Guayabero (Meta) | "Plan estratégico para la toma del poder" para lo cual se aprobó la ampliación de su pie de fuerza y se pulió el discurso político, por lo que a su nombre agregan el de Ejército del Pueblo (FARC-EP).               |
| Octava      | 1993                        | Guaviare         | Reiteran su "objetivo fundamental de la toma del poder", para lo cual se proponen "ganar la conciencia y el corazón de la población". Se crean y reorganizan los 5 los Bloques y se presenta su programa de Gobierno. |
| Novena      | 2007                        | Sur del país     | Actualizaron algunas normas de su reglamento y elaboraron un plan para fortalecer su "lucha política" a través de la organización de un Partido Comunista Clandestino y un Movimiento Bolivariano                     |
| Décima      | 2016                        | Llanos del Yari  | Tránsito hacia su paso como movimiento político |

Número de Unidades de las FARC-EP por año:

## Disposiciones generales de las FARC-EP
En comunicados a la opinión pública, las FARC-EP afirmaron en su momento que su objetivo era acabar con las desigualdades sociales, políticas y económicas, la intervención militar y de capitales estadounidenses en Colombia, mediante el establecimiento de un Estado marxista-leninista y bolivariano. En 1964 presentan el "Programa Agrario de los guerrilleros"
En 1993 a partir de su octava conferencia las FARC-EP presentan la "Plataforma de un Gobierno de reconstrucción y reconciliación nacional"  en la cual proponen una doctrina militar bolivariana, un parlamento unicameral, elección por votación del procurador, que el Estado sea el administrador de los recursos energéticos, comunicaciones, y servicios públicos, así mismo proponen una inversión del 50% del presupuesto nacional en bienestar social, y del 10% en investigación científica, y un cambio en las políticas agrarias, de explotación de recursos naturales y de política exterior. Las FARC-EP dictaron 3 leyes durante su historia la primera en 1982 de la Reforma Agraria Revolucionaria, la segunda en 2000 sobre tributación y un "impuesto" y la tercera también de 2000 sobre la corrupción administrativa

### Normas de las FARC-EP
I. Los estatutos: eran los fundamentos ideológicos de la organización guerrillera, así como de los deberes y derechos de los combatientes y otros bases o principios fundamentales dentro de la organización.
II. El reglamento del régimen disciplinario: hacía énfasis acerca de todas las cuestiones de orden militar dentro de la organización.
III. Las normas internas de comando: se trataba de todos los acontecimientos diarios o cotidianos que viven todos los integrantes de la organización en las diversas unidades que conforman la estructura militar.

## Organización militar
| Órgano                                | Integrantes                                          |
| ------------------------------------- | ---------------------------------------------------- |
| Secretariado del Estado Mayor Central | 5 Titulares y 2 Suplentes                            |
| Estado Mayor Central                  | 25-30 Miembros                                       |
| Bloques de Frentes                    | 5 o más Frentes                                      |
| Comando Conjunto                      | Varios frentes que no alcanzan a conformar un bloque |
| Frente                                | Más de una columna                                   |
| Columna                               | 2 o más compañías más sus dos mandos (110 unidades). |
| Compañía                              | 2 guerrillas más sus dos mandos (54 unidades).       |
| Guerrilla                             | 2 escuadras más sus 2 mandos (26 unidades)           |
| Escuadra                              | 12 unidades                                          |
| Unidad táctica de combate             | 2 o 3 unidades                                       |

### Régimen de comando de las FARC-EP
La estructura militar jerárquica de las FARC-EP estaba determinada de la siguiente manera:
1. Reemplazante de escuadra 
2. Comandante de escuadra: conformado por 12 unidades militares
3. Reemplazante de guerrilla 
4. Comandante de guerrilla: conformado por 24 unidades militares
5. Reemplazante de compañía 
6. Comandante de compañía: conformado por 48 unidades militares
7. Reemplazante de columna 
8. Comandante de columna: conformado por más de 96 unidades militares
9. Reemplazante de frente 
10. Comandante de frente: conformado por más de 1 columna militar
11. Reemplazante de bloque 
12. Comandante de bloque: conformado por 5 o más frentes militares
13. Reemplazante de Estado Mayor Central 
14. Comandante de Estado Mayor Central

### Jerarquía de las FARC-EP
Cuadro ilustrativo donde se muestra la comparación de rangos entre el Ejército tradicional y los antiguos rangos guerrilleros de las FARC-EP:
| Ejército tradicional | FARC EP                              |
| -------------------- | ------------------------------------ |
| Dragoneante          | Candidato a comandante               |
| Cabo segundo         | Reemplazante de escuadra             |
| Cabo primero         | Comandante de escuadra               |
| Sargento segundo     | Reemplazante de guerrilla            |
| Sargento viceprimero | Comandante de guerrilla              |
| Sargento mayor       | Reemplazante de compañía             |
| Subteniente          | Comandante de compañía               |
| Teniente             | Reemplazante de Columna              |
| Capitán              | Comandante de Columna                |
| Mayor                | Reemplazante de frente               |
| Teniente coronel     | Comandante de frente                 |
| Coronel              | Reemplazante de bloque               |
| Brigadier general    | Comandante de bloque                 |
| Mayor general        | Reemplazante de Estado Mayor Central |
| General              | Comandante de Estado Mayor Central   |

### Secretariado de las FARC-EP
El Secretariado del Estado Mayor Central de las FARC-EP estaba integrado por siete comandantes y era la máxima autoridad entre pleno y pleno del Estado Mayor Central, nombrado por el Estado Mayor Central. en las FARC-EP Las características del liderazgo mostraban la importancia de Manuel Marulanda y de otros jefes ideológicos que estuvieron dentro de la organización y debajo de estos la importancia del Secretariado y el Estado Mayor Central como puntos neurálgicos de las capacidades organizativas, de dirección y control de la organización. Los máximos líderes de las FARC-EP se componían de siete figuras ideológicas y militares y dos suplentes (en los últimos 5 años antes de su desmovilización el número varió de 7 a 6 miembros principales y 1 suplente), que son los que ordenaba y determinan todas las acciones del grupo guerrillero.
| Foto | Alias                                                 | Nombre                         | Años de Actividad | Notas |
| ---- | ----------------------------------------------------- | ------------------------------ | ----------------- | --- |
|      | Timochenko, Timoleón Jiménez                          | Rodrigo Londoño Echeverri      | 1982 - 2017       | Último Comandante en jefe del grupo, fue comandante del Bloque Magdalena Medio, jefe de inteligencia y contrainteligencia. El 15 de noviembre fue asignado máximo jefe en reemplazo de Alfonso Cano. Era el coordinador de los planes para cultivar, procesar y distribuir cocaína, la mayoría de la cual llega a Colombia. Presentaba 162 órdenes de captura por varios delitos y una "circular roja" de la Interpol. El Gobierno de Colombia ofrecía la suma de 2,6 millones de dólares por su captura, mientras que el Departamento de Estado de los Estados Unidos ofrecía una recompensa de 5 millones de dólares por información que condujera al arresto y/o la condena.            |
|      | Iván Márquez                                          | Luciano Marín Arango           | 1977 - 2017       | Era el Comandante de los bloques Caribe y Noroccidental. Fue miembro de la Unión Patriótica y llegó al secretariado en reemplazo de Efraín Guzmán, fundador y líder histórico fallecido de causas naturales en 2003. Tenía varias órdenes de captura y una "circular roja" de la Interpol. Era quien establecía las políticas para la producción y distribución de droga que posteriormente, a cambio recibe armamento, municiones y dinero. El Departamento de Estado de los Estados Unidos ofrecía una recompensa de hasta 5 millones de dólares por información que condujera al arresto y/o la condena. Actual comandante del grupo de Disidencias de las FARC-EP Segunda Marquetalia. |
|      | Joaquín Gómez, Usuriaga                               | Milton de Jesús Toncel Redondo | 1981 - 2017       | Era el Comandante del Bloque Sur, vocero y miembro del secretariado. Reemplazó en ese puesto a Raúl Reyes, abatido en el 2008. Tiene a su cargo el manejo de las finanzas de las FARC-EP y mantenía relaciones con el narcotráfico y la mafia, tarea que cumplía el Negro Acacio, abatido en el 2007. También supervisaba la producción y distribución de droga e impuso el llamado "impuesto revolucionario". El Departamento de Estado de los Estados Unidos ofrecía una recompensa de hasta 2,5 millones de dólares por información que condujera al arresto y/o la condena |
|      | Pablo Catatumbo                                       | Jorge Torres Victoria          | 1979 - 2017       | Era el Comandante del Bloque Occidental. Ingresó al secretariado tras la muerte de Manuel Marulanda. Era el encargado de organizar las rutas para la distribución de la droga, así como de llevar a término un canje de secuestrados por guerrilleros presos en las cárceles colombianas. Tenía una "circular roja" de la Interpol por ser integrante del alto mando de las FARC-EP. El Departamento de Estado de los Estados Unidos ofrecía una recompensa de hasta 2,5 millones de dólares por información que conduzca al arresto y/o la condena. |
|      | Pastor Alape, José Lisandro Lascarro                  | Félix Antonio Muñoz Lascarro   | 1980 - 2017       | Era el Jefe del Bloque Magdalena Medio y miembro del secretariado . El gobierno de Estados Unidos lo acusó de ser el supervisor de todo el suministro de cocaína en el Magdalena Medio, de participar en la implantación de la política de drogas de las FARC-EP para controlar la producción, procesamiento y distribución de cocaína destinadas a Estados Unidos y a otras partes del mundo. El Departamento de Estado de los Estados Unidos ofrecía una recompensa de hasta 2,5 millones de dólares por información que condujera al arresto y/o la condena. |
|      | Carlos Antonio Losada                                 | Carlos Losada                  | 1978- 2017        | Fue Jefe del Bloque Oriental, integrante del Secretariado de las FARC-EP desde 2010 y jefe de la Red Urbana Antonio Nariño. Tras la muerte de alias 'El Mono Jojoy', ingresó al Secretariado en calidad de miembro suplente. Lideró la Subcomisión Técnica del Fin del Conflicto, que fue creada por los negociadores de paz en La Habana, para definir el cese al fuego bilateral y la dejación de armas de las FARC-EP. |
|      | Wilson Valderrama Cano, Mauricio Jaramillo, El Médico | Jaime Alberto Parra            | 1990 - 2017       | Era el Comandante del Bloque Oriental y miembro del secretariado en reemplazo de Iván Ríos, abatido en el 2008. Entre sus responsabilidades estaba la de coordinar los comandos especiales de la organización, acondicionar los hospitales móviles de la guerrilla y fue el encargado del cuidado de la salud de Manuel Marulanda. Además, tenía la función de brindar asistencia médica a los guerrilleros y a los civiles secuestrados. También tenía la responsabilidad de comprar todos los medicamentos que requirieran las FARC-EP y su posterior distribución. |
|      | Bertulfo Álvarez                                      | Hermilo Cabrera Díaz           | Hasta 2017        | Era el Jefe del Bloque Caribe, y uno de los suplentes del alto mando de las FARC-EP. Estaba acusado por Estados Unidos de controlar la producción, fabricación, y la distribución de 'centenares' de toneladas de cocaína enviadas a ese país y de comerciar drogas en Colombia para conseguir fondos para las FARC-EP. En el 2007 fue incluido en la Lista Clinton por tener relaciones con dineros provenientes del narcotráfico. El Departamento de Estado de los Estados Unidos ofrecía una recompensa de hasta 2,5 millones de dólares por información que condujera al arresto y/o la condena.                                                                                       |
|      | Ricardo Tellez                                        | Rodrigo Granda                 | Hasta 2017        | Miembro del Estado Mayor Central y de la Comisión Internacional, conocido como el Canciller de las FARC-EP, miembro suplente del secretariado, Fue capturado en diciembre de 2004 por agentes colombianos en Caracas, Venezuela, y trasladado a Cúcuta, donde fue detenido oficialmente. Dos años y medio después, por petición del presidente francés Nicolás Sarkozy, recobró la libertad en aras de la liberación de Ingrid Betancourt. Desde 2011 es suplente del Secretariado. |

| Foto | Alias                             | Nombre                         | Años de Actividad  | Notas |
| ---- | --------------------------------- | ------------------------------ | ------------------ | --- |
|      | Tiro Fijo, Manuel Marulanda Vélez | Pedro Antonio Marín †          | 1964 - 2008        | Fundador, Comandante en jefe. Muere por causas naturales en el 2008. Sobre Manuel Marulanda pesaban 150 órdenes de captura, más de 20 condenas por muchos crímenes y una "circular roja" de la Interpol. Fue sepultado en los límites del río Pato y el Guayabero, el territorio histórico entre Caquetá y Meta y su féretro fue custodiado por 3 anillos de seguridad. El Departamento de Estado de los Estados Unidos ofrecía una recompensa de hasta 5 000.dólares por información que condujera al arresto y/o la condena.                                                                                                |
|      | Efraín Guzmán                     | Noel Matta Matta †             | 1964 - 2003        | Fundador y miembro del secretariado. Muere por causas naturales en 2003. Efraín Guzmán fue incluido en el secretariado en 1994 cuando era el jefe del Bloque Noroccidental que operaba en la región agroindustrial de Urabá (noroeste), que en ese entonces era férreamente disputada por la guerrilla y los paramilitares de extrema derecha. En varias oportunidades, el Gobierno colombiano había ofrecido millonarias recompensas por la captura de 'Efraín Guzmán'. |
|      | Jacobo Arenas                     | Luis Alberto Morantes Jaimes † | 1964 - 1990        | Fundador, líder ideológico y miembro del secretariado. Muere por causas naturales en 1990. Su ideología siempre fue la de transformar a las FARC-EP en un ejército popular. Desde su muerte, la columna móvil del frente 'Jacobo Arenas' lleva su nombre en honor a él. Autodidacta y conocedor de los principios del Marxismo-leninismo, los cuales utilizó para dotar a las FARC-EP de una orientación socialista. |
|      | Alfonso Cano                      | Guillermo León Sáenz Vargas †  | 1980 - 2011        | Comandante en jefe, del Bloque Central, Bloque Occidental, figura ideológica tradicional y miembro del secretariado. Abatido el 4 de noviembre de 2011, durante un cerco militar denominado «Operación Odiseo». El 25 de mayo de 2008 fue confirmado como el reemplazo de Manuel Marulanda como máximo jefe. Tuvo 145 órdenes de captura y una "circular roja" de la Interpol bajo cargos de rebelión, terrorismo, homicidio, extorsión, secuestro, entre muchas otras. el Departamento de Estado de los Estados Unidos llegó a ofrecer la suma de 5 000 000 de dólares por información que condujera a su captura.           |
|      | Jorge Briceño Suárez, Mono Jojoy  | Víctor Julio Suárez Rojas †    | 1975 - 2010        | Comandante del Bloque Oriental, jefe de las operaciones militares y miembro del secretariado. Pasaron por él unas 62 órdenes de captura, 12 medidas de aseguramiento, 5 condenas, 2 peticiones de extradición y 25 investigaciones preliminares por múltiples delitos, también tuvo una "circular roja" de la Interpol por muchos crímenes. Abatido en el operativo realizado en su contra el 22 de septiembre de 2010 denominado «Operación Sodoma». El Departamento de Estado de los Estados Unidos ofreció en su momento una recompensa de hasta 5 000 000 dólares por información que conduzca al arresto y/o la condena. |
|      | Raúl Reyes                        | Luis Edgar Devia Silva †       | 1980 - 2008        | Comandante del Bloque Sur, vocero y miembro del secretariado. Muere en Ecuador por un bombardeo aéreo de la Fuerza Aérea Colombiana en 2008, acción conocida por el gobierno como «Operación Fénix». Contaba con más de 100 procesos por múltiples delitos, 30 órdenes de captura y una "circular roja" de la Interpol. Fue acusado por el Departamento de Estado de los Estados Unidos de promoción a la expansión de las FARC-EP, |
|      | Iván Ríos                         | Manuel de Jesús Muñoz Ortiz †  | 1990 aprox. - 2008 | Comandante delBloque Noroccidental y miembro del secretariado de las FARC. Fue asesinado por su Jefe de Seguridad alias "Rojas" o "Pablo Montoya" según el Ministerio de Defensa de Colombia en 2008. El Departamento de Estado de los Estados Unidos afirma que Ríos estableció las políticas relativas a la cocaína en las FARC-EP, dirigiendo y controlando la producción, manufactura y distribución de cocaína a Estados Unidos y otros países con el objeto de financiar a las FARC-EP. |
|      | Martín Villa                      |                                | 1974               | Fundador del Bloque Oriental, miembro del primer secretariado, |
|      | Balín                             | Asnardio Betancourt            | 1974               | |
|      | Tigre Mono                        | Nestor Arenas                  | 1974               | |
|      | Joselo                            | Rigoberto Lozada†              | 1974               | |

### Estado Mayor Central (EMC)
El Estado Mayor Central estuvo integrado por 25 miembros y era el organismo superior de dirección y mando. Nombraba al Secretariado, ajustaba los planes de la conferencia, tomaba las decisiones financieras y designaba a los comandantes de Estado Mayor de Frentes y de Bloques. Los organismos de dirección político-militares eran organismos colegiados de dirección y mando conformados por el Estado Mayor Central, los estados mayores de bloque, de frente y los comandos de columna, compañía, guerrilla y escuadra; dirigidos por el principio de dirección colectiva. El Estado Mayor Central era la máxima dirigencia de la organización guerrillera. Consolidado y puesto en funcionamiento en 1973 y estaba compuesto por 25 comandantes.
| Alias                                              | Nombre                      | Bloque                                              | Notas |
| -------------------------------------------------- | --------------------------- | --------------------------------------------------- | --- |
| 'Albeiro Córdoba'                                  | Elmer Caviedes              | Bloque Oriental Comandante Jorge Briceño            | Tuvo mando en varios frentes de las FARC-EP, entre ellos el 10, el 16, el 39, el 40 y el 44. Desde 2015 fue miembro del Estado Mayor Central.                                                          |
| 'Gentil Duarte'                                    | Miguel Botache Santillana   | Bloque Oriental Comandante Jorge Briceño            | Tuvo mando en los frentes 7, 28 y asumió la coordinación de los frentes 22, 27, 42, 43 y 56. Ingresó al Estado Mayor Central en 2015. Fue comandante de grupo de Disidencias de las FARC-EP            |
| 'Efrén Arboleda'                                   | Alfonso López               | Bloque Oriental Comandante Jorge Briceño            | En 2014, fue jefe del Frente 10, el gobierno ofreció una recompensa de 1.200 millones de pesos por su captura.                                                                                         |
| 'Romaña'                                           | Henry Castellanos           | Bloque Oriental Comandante Jorge Briceño            | Autor intelectual de las 'pescas milagrosas'.Cuando se pensaba que estaba muerto, se sumó a la delegación de paz de La Habana en octubre de 2014. Miembro de Disidencias de las FARC-EP.               |
| 'Zarco Aldinever'                                  | José Manuel Sierra          | Bloque Oriental Comandante Jorge Briceño            | Fue miembro del Estado Mayor Central y coordinador de los frentes 26, 51,52, 53 y de la Columna Móvil Urías Rondón. Miembro de Disidencias de las FARC-EP.                                             |
| 'Martín Corena'                                    | Floresmiro Burbano          | Bloque Sur                                          | |
| 'El Paisa'                                         | Hernán Darío Velásquez      | Bloque Sur                                          | Jefe de la Columna Móvil Teófilo Forero, en 2016 se sumó a la delegación de paz. Miembro de Disidencias de las FARC-EP.                                                                                |
| 'Wilmer Medina'                                    | Raúl Gómez Urrea            | Bloque Sur                                          | En 2002 asumió el mando del Frente 15. |
| 'Rubín Morro'                                      | Martín Cruz Vega            | Bloque Noroccidental José María Córdova o Iván Ríos | Miembro del Bloque José María Córdova y del Estado Mayor Central. En 2014 se vinculó al grupo negociador en La Habana.                                                                                 |
| 'Isaías Trujillo'                                  | Luis Óscar Úsuga Restrepo   | Bloque Noroccidental José María Córdova o Iván Ríos | En 2009 fue elegido miembro del Estado Mayor Central y a finales de 2014 se sumó a la Mesa de Diálogos.                                                                                                |
| 'Erika Montero'                                    | Fancy María Orrego Medina   | Bloque Noroccidental José María Córdova o Iván Ríos | Desde 2014 es miembro del Estado Mayor Central y al año siguiente se sumó al equipo negociador en Cuba, siendo parte de las subcomisiones de Fin del Conflicto y de Género.                            |
| 'Sargento Pascuas'                                 | Miguel Ángel Santos Pascuas | Bloque Occidental Comandante Alfonso Cano           | Fundador de las FARC-EP, jefe del Frente 6 y en los años ochenta ingresó al Estado Mayor Central. Desde 2012 es negociador del proceso de paz                                                          |
| 'Matías'                                           | Luis Eliecer Rueda Vernaza  | Bloque Occidental Comandante Alfonso Cano           | Fue comandante de la compañía Ambrosio González e ingresó en 2015 al Estado Mayor Central. Se vincula a la Subcomisión Técnica del Fin del Conflicto.                                                  |
| 'Leonel Paz'                                       | Diego Ardila Merchán        | Bloque Occidental Comandante Alfonso Cano           | Tuvo mando en diferentes compañías, la Columna Móvil Gabriel Galvis En octubre de 2014 se sumó a la negociación de paz y desde 2015 miembro del Estado Mayor Central.                                  |
| 'Pacho Chino'                                      | Édgar López Gómez           | Bloque Occidental Comandante Alfonso Cano           | En 1993 fue nombrado miembro suplente del Estado Mayor Central. En 2010 titular. En 2014 entra a las negociaciones de paz                                                                              |
| 'Solís Almeida'                                    | Abelardo Caicedo Colorado   | Bloque Caribe o Martín Caballero                    | Comandó el Frente 41 y en 1993 es elegido miembros del Estado Mayor Central. Es reemplazante del Bloque Caribe y tiene pedido de extradición de Estados Unidos. Fue comandante del Frente 19 y del 41. |
| 'René Emisora'                                     | Luis Alberto Rojas          | Suplentes Bloque Occidental Comandante Alfonso Cano | Exjefe de frente. |
| 'Walter Mendoza'                                   | José Vicente Lesmes         | Suplentes Bloque Occidental Comandante Alfonso Cano | Creador de las columnas móviles, que fueron pensadas para actuar de manera rápida, sigilosa y contundente. En octubre de 2015 se sumó al proceso de La Habana.                                         |
| 'Jesús Santrich'                                   | Seusis Pausivas Hernández   | Suplente Bloque Caribe o Martín Caballero           | En 2008 suplente del Estado Mayor Central y en 2012 se suma al proceso de paz. Miembro de Disidencias de las FARC-EP.                                                                                  |
| Algunos Miembros antiguos del Estado Mayor Central |                             |                                                     | |
| "Negro Acacio"                                     | Tomás Medina Caracas        | Bloque Sur                                          | Abatido en la Operación Sol Naciente. Encargado del financiamiento y el sostenimiento de las FARC-EP y la adquisición de armas, explosivos y municiones en el oriente del país.                        |
| "Martín Caballero"                                 | Gustavo Rueda Díaz          | Bloque Caribe o Martín Caballero                    | Abatido el 25 de octubre de 2007. Era el comandante del Bloque Caribe de las FARC-EP. |
| "Karina"                                           | Elda Neyis Mosquera         | Bloque Noroccidental José María Córdova o Iván Ríos | Comandante del Frente 47. Desmovilizada frente a la presión militar en su zona de combate. |
| "Grannobles"                                       | Noé Suárez Rojas            | Bloque Oriental Comandante Jorge Briceño            | Comandante del Frente 10 y hermano de Jorge Briceño, alias Mono Jojoy. |
| "Martín Sombra"                                    | Elí Mejía Mendoza           | Bloque Oriental Comandante Jorge Briceño            | "El Carcelero de las FARC-EP" , encargado de custodiar, vigilar y ajusticiar a los secuestrados. Capturado en el 2008 en Boyacá.                                                                       |
| "Mariana Páez"                                     | Martha Isabel Ardila        | Bloque Oriental Comandante Jorge Briceño            | Ideóloga y comandante del Bloque Oriental. Abatida en 2009 en Cundinamarca. |

### Bloques de las FARC-EP
Los Bloques eran 7 estructuras militares formadas por 5 o más frentes creados como parte del Plan Estratégico de la Octava Conferencia en 1993. En estos se coordinaban y se unificaban de forma estratégica todas las actividades de los frentes en una zona específica del país. Quienes coordinaban todas las áreas de dichos Bloques eran el Secretariado o el Estado Mayor Central. En total se establecieron 7 Bloques:
- Bloque Caribe o Martín Caballero

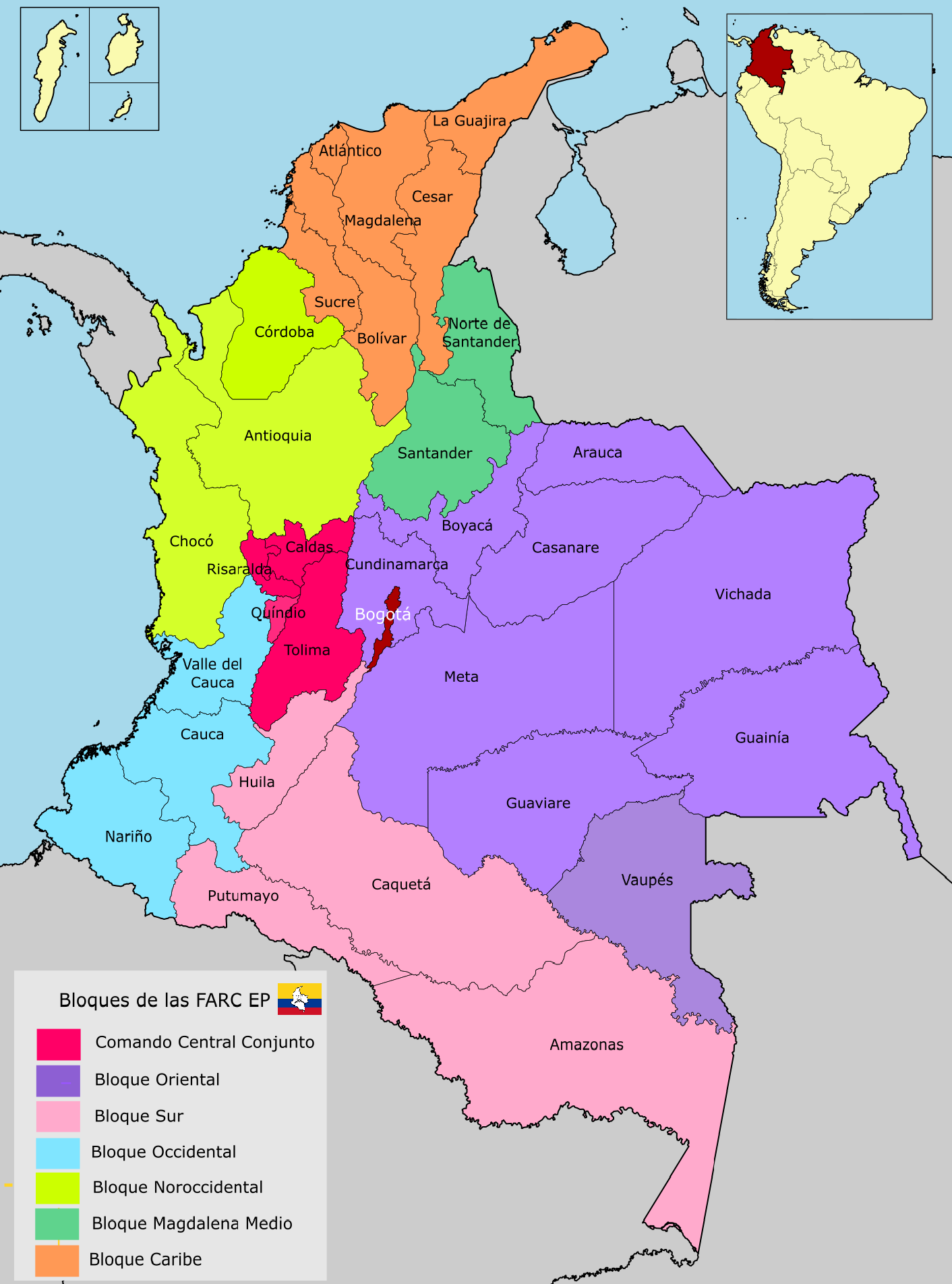
Distribución geográfica de los Bloques de las FARC-EP.

Estaba liderado por Luciano Marín Arango alias 'Iván Márquez' y contaba con 373 guerrilleros hasta 2009.
- Bloque Magdalena Medio

Estaba liderado por Rodrigo Londoño Echeverri alias 'Timochenko' y contó con 573 guerrilleros hasta 2009.
- Bloque Noroccidental José María Córdova o Iván Ríos

Estaba liderado por Efraín Guzmán hasta 2003, le sucedió Iván Ríos, quien murió el 3 de marzo de 2008, al ser asesinado por alias Rojas. Le sucedió Luego como Comandante del Bloque Luis Carlos Úsuga Restrepo alias 'Isaías Trujillo'. Contaba con 1005 guerrilleros en 2009.
- Bloque Occidental o Comandante Alfonso Cano

Estaba liderado por 'Alfonso Cano' y contaba con 949 guerrilleros hasta 2009. Sucedido por Jorge Torres Victoria alias 'Pablo Catatumbo'
- Bloque Sur

Estaba liderado por alias "Raúl Reyes" y contaba con 1800 guerrilleros hasta 2009. Sucedido por alias 'Joaquín Gómez'
- Bloque Central o Comando Conjunto Central Adán Izquierdo

Estaba liderado por Jorge Torres Victoria alias 'Pablo Catatumbo' contaba con 446 guerrilleros hasta 2009.
- Bloque Oriental o Comandante Jorge Briceño

Estaba liderado por Jorge Briceno alias "Mono Jojoy" y contaba con 3606 guerrilleros hasta 2009. Sucedido por Jaime Alberto Parra alias 'El médico'.

### Frentes y estructuras de las FARC-EP
| Frente o estructura | Bloque                                                   | Departamento                         |
| --- | -------------------------------------------------------- | ------------------------------------ |
| 1. Frente 1. Frente Armando Ríos o Frente Madre | Bloque Oriental Comandante Jorge Briceño                 | Guaviare y Vaupés                    |
| 2. Frente 2, Antonio José de Sucre | Bloque Sur                                               | Caquetá, Nariño y Putumayo           |
| 3 Frente 3, José Antequera | Bloque Sur                                               | Caquetá, Huila                       |
| 4 Frente 4, José Antonio Galán | Bloque Magdalena Medio                                   | Bolívar                              |
| 5 Frente 5, Antonio Nariño | Bloque Noroccidental José María Córdova o Iván Ríos      | Córdoba, Antioquia y Chocó           |
| 6 Frente 6, Hernando González Acosta | Bloque Occidental Comandante Alfonso Cano                | Cauca y Valle del cauca              |
| 7. Frente 7. Jacobo Prías Alape | Bloque Oriental Comandante Jorge Briceño                 | Meta                                 |
| 8 Frente 8, José Gonzalo Franco | Bloque Occidental Comandante Alfonso Cano                | Cauca                                |
| 9 Frente 9, Atanasio Girardot | Bloque Noroccidental José María Córdova o Iván Ríos      | Antioquia                            |
| 10. Frente 10, Guadalupe Salcedo | Bloque Oriental Comandante Jorge Briceño                 | Arauca                               |
| 11 Frente 11, José Antonio Anzoátegui | Bloque Oriental Comandante Jorge Briceño                 | Boyacá                               |
| 12 Frente 12, José Antonio Galán | Bloque Magdalena Medio                                   | Santander                            |
| 13 Frente 13, Cacica Gaitana | Bloque Sur                                               | Huila                                |
| 14 Frente 14, José Antonio Galán | Bloque Sur                                               | Caquetá                              |
| 15 Frente 15, José Ignácio Mora | Bloque Sur                                               | Caquetá                              |
| 16 Frente 16, José Antonio Páez | Bloque Oriental Comandante Jorge Briceño                 | Vichada                              |
| 17 Frente 17, Angelino Godoy | Bloque Sur                                               | Huila                                |
| 18 Frente 18, Cacique Coyara | Bloque Noroccidental José María Córdova o Iván Ríos      | Antioquia                            |
| 19 Frente 19, José Prudencio Padilla | Bloque Caribe o Martín Caballero                         | Magdalena, La Guajira                |
| 20 Frente 20, Los Comuneros | Bloque Magdalena Medio                                   | Santander                            |
| 21 Frente 21, Cacica La Gaitana | Bloque Central o Comando Conjunto Central Adán Izquierdo | Tolima                               |
| 22 Frente 22, Simón Bolívar | Bloque Oriental Comandante Jorge Briceño                 | Cundinamarca y Meta                  |
| 23 Frente 23 Policarpa Salavarrieta | Bloque Magdalena Medio                                   | Norte de Santander                   |
| 24 Frente 24, Heróes y Mártires de Santa Rosa | Bloque Caribe de las FARC-EP                             | Bolívar                              |
| 25 Frente 25, Armando Ríos | Bloque Oriental Comandante Jorge Briceño                 | Meta                                 |
| 26 Frente 26, Hermógenes Maza | Bloque Oriental Comandante Jorge Briceño                 | Cundinamarca                         |
| 27 Frente 27, Isaías Pardo | Bloque Oriental Comandante Jorge Briceño                 | Meta                                 |
| 28 Frente 28, José María Carbonell | Bloque Oriental Comandante Jorge Briceño                 | Arauca                               |
| 29 Frente 29, Alfonso Arteaga | Bloque Occidental Comandante Alfonso Cano                | Nariño, Cauca                        |
| 30 Frente 30, José Antonio Páez | Bloque Occidental Comandante Alfonso Cano                | Valle del Cauca y Cauca              |
| 31 Frente 31, Pedro Nel Jiménez Obando | Bloque Oriental Comandante Jorge Briceño                 | Meta                                 |
| 32 Frente 32, Ernesto Che Guevara | Bloque Sur                                               | Putumayo y Caquetá                   |
| 33 Frente 33, Mariscal Sucre | Bloque Magdalena Medio                                   | Norte de Santander                   |
| 34 Frente 34, Alberto Martínez | Bloque Noroccidental José María Córdova o Iván Ríos      | Antioquia                            |
| 35 Frente 35, Benkos Biohó | Bloque Caribe o Martín Caballero                         | Bolívar, Sucre, Antioquia y Córdoba. |
| 36 Frente 36, Jair Aldana Baquero | Bloque Noroccidental José María Córdova o Iván Ríos      | Antioquia                            |
| 37 Frente 37, Martin Caballero | Bloque Caribe o Martín Caballero                         | Bolívar, Córdoba, y César            |
| 38 Frente 38, Ciro Trujillo Castaño | Bloque Oriental Comandante Jorge Briceño                 | Arauca                               |
| 39 Frente 39, Ricaurte Jiménez | Bloque Oriental Comandante Jorge Briceño                 | Meta                                 |
| 40 Frente 40, Jacobo Arenas | Bloque Oriental Comandante Jorge Briceño                 | Meta                                 |
| 41 Frente 41, Cacique Upar | Bloque Caribe o Martín Caballero                         | Cesar y Venezuela.                   |
| 42 Frente 42, Manuel Cepeda Vargas | Bloque Oriental Comandante Jorge Briceño                 | Cundinamarca.                        |
| 43 Frente 43, Joselo Lozada | Bloque Oriental Comandante Jorge Briceño                 | Meta.                                |
| 44 Frente 44, Antonio Ricaurte | Bloque Oriental Comandante Jorge Briceño                 | Meta y Guaviare.                     |
| 45. Frente 45, Atanasio Girardot | Bloque Oriental Comandante Jorge Briceño                 | Boyacá, Arauca                       |
| 46 Frente 46 | Bloque Magdalena Medio                                   | Santander                            |
| 47 Frente 47, Rodrigo Gaitán o Leonardo Posada Pedraza | Bloque Noroccidental José María Córdova o Iván Ríos      | Antioquia, Caldas,Risaralda          |
| 48 Frente 48, Pedro Martínez o Antonio José de Sucre | Bloque Sur                                               | Putumayo, Nariño                     |
| 49 Frente 49, Héctor Ramírez | Bloque Sur                                               | Caquetá, Putumayo                    |
| 50.Frente 50 Cacique Calarcá | Bloque Central o Comando Conjunto Central Adán Izquierdo | Quindío y Risaralda                  |
| 51.Frente 51, Jaime Pardo Leal | Bloque Oriental Comandante Jorge Briceño                 | Cundinamarca                         |
| 52 Frente 52, Juan de la Cruz Varela | Bloque Oriental Comandante Jorge Briceño                 | Cundinamarca y Boyacá                |
| 53 Frente 53, José Antonio Anzoátegui | Bloque Oriental Comandante Jorge Briceño                 | Meta y Cundinamarca                  |
| 54 Frente 54, Miguel Ángel Bonilla | Bloque Oriental Comandante Jorge Briceño                 | Cundinamarca                         |
| 55 Frente 55, Teófilo Forero | Bloque Oriental Comandante Jorge Briceño                 | Cundinamarca                         |
| 56 Frente 56, Combatientes de Cusiana | Bloque Oriental Comandante Jorge Briceño                 | Casanare, Boyacá, Arauca             |
| 57 Frente 57, Efraín Ballesteros | Bloque Noroccidental José María Córdova o Iván Ríos      | Antioquia, Chocó                     |
| 58 Frente 58, Mártires de Las Cañas | Bloque Noroccidental José María Córdova o Iván Ríos      | Antioquia                            |
| 59 Frente 59, Resistencia Guajira | Bloque Caribe                                            | La Guajira y Venezuela.              |
| 60 Frente 60, Jaime Pardo Leal | Bloque Occidental Comandante Alfonso Cano                | Nariño                               |
| 61 Frente 61 Timanco | Bloque Sur                                               | Huila                                |
| 62 Frente 62, Héroes del Yarí | Bloque Oriental Comandante Jorge Briceño                 | Meta                                 |
| 63 Frente 63, Rodolfo Tanas | Bloque Sur                                               | Amazonas, Caquetá                    |
| 64 Frente 64 | Bloque Sur                                               | Putumayo y Nariño                    |
| 66 Frente 65 | -                                                        | -                                    |
| Frente 66, Joselo Losada | Bloque Sur                                               | Huila y Tolima                       |
| Frente Camilo Torres | Bloque Oriental Comandante Jorge Briceño                 | Meta                                 |
| Frente Policarpa Salavarrieta | Bloque Oriental Comandante Jorge Briceño                 | Meta                                 |
| Frente Vaupés | Bloque Oriental Comandante Jorge Briceño                 | Vaupés                               |
| Frente Mario Vélez | Bloque Noroccidental José María Córdova o Iván Ríos      | Antioquia                            |
| Frente Manuela Beltrán | Bloque Oriental Comandante Jorge Briceño                 | Meta                                 |
| Frente Urbano Jacobo Arenas | Bloque Noroccidental José María Córdova o Iván Ríos      | Antioquia                            |
| Frente Urbano José Antequera | Bloque Caribe o Martín Caballero                         | Atlántico                            |
| Frente Urbano Manuel Cepeda Vargas | Bloque Occidental Comandante Alfonso Cano                | Valle del Cauca                      |
| Frente Raúl Eduardo Mahecha | Bloque Noroccidental José María Córdova o Iván Ríos      | Antioquia                            |
| Frente Urbano Antonio Nariño o Red Urbana Antonio Nariño (RUAN) | Bloque Oriental Comandante Jorge Briceño                 | Bogotá                               |
| Frente Abelardo Romero | Bloque Oriental Comandante Jorge Briceño                 | Meta y Guaviare                      |
| Frente Reinaldo Cuellar | Bloque Oriental Comandante Jorge Briceño                 | Meta                                 |
| Frente Esteban Martínez | Bloque Oriental Comandante Jorge Briceño                 | Meta                                 |
| Frente Vladimir Steven | Bloque Oriental Comandante Jorge Briceño                 | Meta                                 |
| Frente Felipe Rincón | Bloque Oriental Comandante Jorge Briceño                 | Meta                                 |
| Frente Urias Rondón | Bloque Oriental Comandante Jorge Briceño                 | Meta                                 |
| Frente Acacio Medina | Bloque Oriental Comandante Jorge Briceño                 | Guainía Vichada                      |
| Bloque Móvil Arturo Ruiz | Bloque Occidental Comandante Alfonso Cano                | Valle del Cauca                      |
| Compañía Móvil Darío Bonilla Compañía Móvil Ismael Ayala Compañía Móvil Judith Rondón Compañía Móvil Urías Rondón Compañía Móvil Juan José Rondón Compañía Móvil Quino Méndez Compañía Móvil Central Compañía Móvil Marco Aurelio Buendía Compañía Móvil Xiomara Marín Compañía Móvil Octavio Suárez Briceño Compañía Móvil Edwin Suárez Compañía Móvil Marquetalia Compañía Móvil Fuerzas Especiales Compañía Móvil Yerminson Ruíz Compañía Móvil Martin Martinez | Bloque Oriental Comandante Jorge Briceño                 | Meta                                 |
| Compañía Victor Alirio Saavedra | Bloque Occidental Comandante Alfonso Cano                | Valle del Cauca                      |
| Columna Móvil Reinel Mendez | Bloque Oriental Comandante Jorge Briceño                 |                                      |
| Columna Móvil Luis Pardo | Bloque Oriental Comandante Jorge Briceño                 | Meta                                 |
| Columna Móvil Urias Rondón | Bloque Oriental Comandante Jorge Briceño                 | Meta                                 |
| Columna Móvil Alfonso Castellanos | Bloque Oriental Comandante Jorge Briceño                 | Arauca                               |
| Columna Móvil Reinel Mendez | Bloque Oriental Comandante Jorge Briceño                 | Arauca                               |
| Compañía Móvil Efraín Guzmán | Bloque Caribe o Martín Caballero                         | La Guajira                           |
| Compañía Móvil Gerardo Guevara | Bloque Magdalena Medio                                   | Bolívar                              |
| Compañía Móvil Raúl Eduardo Mahecha | Bloque Magdalena Medio                                   | Bolívar                              |
| Compañía Móvil Salvador Díaz | Bloque Magdalena Medio                                   | Bolívar                              |
| Compañía Móvil Resistencia Bari | Bloque Magdalena Medio                                   | Norte de Santander                   |
| Columna Móvil Arturo Ruíz Barí | Bloque Magdalena Medio                                   | Norte de Santander                   |
| Columna Móvil Gildardo Rodríguez | Bloque Magdalena Medio                                   | Norte de Santander                   |
| Compañía Móvil 29 de mayo | Bloque Magdalena Medio                                   | Norte de Santander                   |
| Compañía Móvil Catatumbo | Bloque Magdalena Medio                                   | Norte de Santander                   |
| Unidad Iván Ríos | Bloque Magdalena Medio                                   | Norte de Santander                   |
| Compañía Móvil Arturo Ruiz | Bloque Occidental Comandante Alfonso Cano                | Valle del Cauca                      |
| Columna Móvil Alonso Cortés | Bloque Occidental Comandante Alfonso Cano                | Valle del Cauca y Cauca              |
| Compañía Móvil Miller Perdomo | Bloque Occidental Comandante Alfonso Cano                | Valle del Cauca                      |
| Compañía Móvil Gabriel Galvis | Bloque Occidental Comandante Alfonso Cano                | Valle del Cauca                      |
| Compañía Móvil Jacobo Arenas | Bloque Occidental Comandante Alfonso Cano                | Cauca                                |
| Compañía Móvil Daniel Aldana | Bloque Central o Comando Conjunto Central Adán Izquierdo | Tolima                               |
| Columna Móvil Bloque Sur | Bloque Sur                                               | Caquetá                              |
| Columna Móvil Teófilo Forero | Bloque Sur                                               | Caquetá y Huila                      |
| Columna Móvil Yesid Ortiz | Bloque Sur                                               | Caquetá                              |
| Columna Móvil Alirio Torres | Bloque Occidental Comandante Alfonso Cano                | Valle del Cauca                      |
| Compañía Móvil Mariscal Sucre | Bloque Occidental Comandante Alfonso Cano                | Nariño                               |
| Columna Móvil Víctor Saavedra | Bloque Occidental Comandante Alfonso Cano                | Valle del Cauca                      |
| Compañía Móvil Cacique Timanco | Bloque Occidental Comandante Alfonso Cano                | Putumayo                             |
| Compañía Móvil Rigoberto Lozada | Bloque Occidental Comandante Alfonso Cano                | Guaviare                             |
| Columna Móvil Daniel Aldana | Bloque Occidental Comandante Alfonso Cano                | Nariño                               |
| Compañía Móvil Héroes de Marquetalia | Bloque Central o Comando Conjunto Central Adán Izquierdo | Tolima                               |
| Compañía Móvil Jacobo Prias Alape | Bloque Central o Comando Conjunto Central Adán Izquierdo | Tolima                               |
| Compañía Tulio Varón | Bloque Central o Comando Conjunto Central Adán Izquierdo | Tolima                               |
| Compañía Móvil Miler Salcedo | Bloque Central o Comando Conjunto Central Adán Izquierdo | Tolima                               |
| Comisión de Finanzas Manuelita Sáenz | Bloque Central o Comando Conjunto Central Adán Izquierdo | Tolima                               |
| Comisión Política René González | Bloque Central o Comando Conjunto Central Adán Izquierdo | Tolima                               |
| Escuela Hernán Murillo Toro | Bloque Central o Comando Conjunto Central Adán Izquierdo | Tolima                               |
| Emisora Manuel Cepeda Vargas | Bloque Central o Comando Conjunto Central Adán Izquierdo | Tolima                               |
| Compañía Móvil Héctor Ramírez | Bloque Oriental Comandante Jorge Briceño                 | Meta                                 |
| Compañía Móvil Julián Ramírez | Bloque Oriental Comandante Jorge Briceño                 | Meta, Caquetá                        |
| Compañía Móvil Juan José Rondón | Bloque Oriental Comandante Jorge Briceño                 | Guaviare                             |
| Compañía Móvil Alfonso Castellanos | Bloque Oriental Comandante Jorge Briceño                 | Arauca                               |
| Compañía Móvil Mixta | Bloque Sur                                               | Caquetá                              |
| Compañía Móvil Mario Vélez | Bloque Noroccidental José María Córdova o Iván Ríos      | Antioquia                            |
| Compañía Aurelio Rodríguez | Bloque Noroccidental José María Córdova o Iván Ríos      | Caldas y Risaralda                   |
| Compañía Héroes y Mártires del Cairo | Bloque Noroccidental José María Córdova o Iván Ríos      | Antioquia                            |
| Columna 'Alfredo González' | Bloque Central o Comando Conjunto Central Adán Izquierdo | Tolima                               |
| Guardia de Bloque Fabián Ramírez | Bloque Sur                                               | Caquetá                              |
| Guardia de Bloque Joaquín Gómez | Bloque Sur                                               | Putumayo                             |
| Comisión Taller | Bloque Sur                                               | Caquetá                              |
| Unidad José Antonio Galán | Bloque Sur                                               | Caquetá                              |

## Comisión Internacional de las FARC-EP y vínculos internacionales

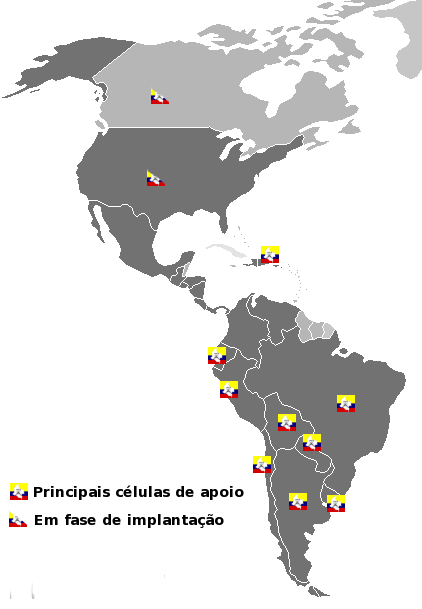
Células de las FARC que operaban en el continente Americano.

El secretariado de las FARC-EP contaba con una delegación conocida como La Comisión Internacional de las FARC-EP y la integraban 8 personas y eran las encargadas de realizar diversas labores tales como: el activismo, la recaudación de fondos, entre otras actividades, en el exterior. También, dicha comisión fue incluida en la Lista Clinton gracias a la información de los computadores de Raúl Reyes. Los siguientes representantes de las FARC-EP eran los voceros internacionales en Argentina, Chile, Uruguay, Paraguay, Brasil, Perú, Ecuador, Venezuela, Panamá, México, y Canadá:
- Jairo Alfonso Lesmes Bulla alias "Javier Calderon"
- Efraín Pablo Trejo Freire
- Orlay Jurado Palomino "Comandante Hermes"
- Ovidio Salinas Pérez "El Embajador"
- Jorge Dávalos Torres
- Francisco Antonio Cadena Collazos alias "El Cura Camilo"
- Nubia Calderón de Trujillo alias "Esperanza"
- Liliana López Palacios alias "Olga Lucia Marin".
- Omar Arturo Zabala Padilla alias "Lucas Gualdron"

Las FARC-EP operaron y estaban presentes en varias regiones de Colombia. También delinquían, según el Gobierno de Colombia y los informes de inteligencia, varios especialistas en contraterrorismo y seguridad,  el testimonio de exintegrantes desmovilizados y según los documentos encontrados en los computadores de Raúl Reyes en países tales como: Venezuela, Ecuador, Perú, Brasil, Panamá, México, Argentina, Paraguay, Honduras, Bolivia, Cuba, Nicaragua, Chile, Costa Rica. República Dominicana, Canadá,España, Uruguay, Francia, Reino Unido, Bélgica, Países Bajos, Italia, Dinamarca, Suecia, Noruega, Alemania, Libia, Australia, Turquía y algunos países del Oriente Medio.
Según el Gobierno de Colombia, gobiernos de otros países y el Departamento de Estado de los Estados Unidos, las FARC-EP poseían vínculos y conexiones con varios grupos u organizaciones terroristas y mafiosas que les permitían mantener acceso a redes de tráfico de armas, drogas, lavado de dinero, tráfico de personas, entre otras actividades delictivas. Por esto, las FARC-EP eran una organización que para el manejo de sus finanzas y el control del negocio de drogas ilícitas estaba profundamente vinculada con las redes dedicadas al transporte de drogas y grupos narcotraficantes, la importación de insumos químicos y el lavado de activos. Asimismo, por su propia naturaleza de organización terrorista, estaba relacionada con redes dedicadas al tráfico de armas que reciben por el armamento, dinero o droga. Por lo tanto, la vinculación de las FARC-EP con redes globalizadas era profunda como resultado del involucramiento de la organización con el control del tráfico de drogas.
Los vínculos y nexos de las FARC-EP con otras organizaciones terroristas según varios gobiernos incluido el de Colombia y el Departamento de Estado de los Estados Unidos eran: el Ejército de Liberación Nacional (ELN), Ejército Popular Revolucionario (EPR), Ejército del Pueblo Paraguayo (EPP), Sendero Luminoso, Euskadi Ta Askatasuna (ETA), Movimiento Revolucionario Túpac Amaru (MRTA) y Al Qaeda.
Las FARC-EP mantenían relaciones para el tráfico de drogas y armas con bandas delictivas como las Águilas Negras, Rondas Campesinas Populares, entre otras y también nexos con varias mafias y carteles colombianos, mexicanos, peruanos, ecuatorianos, y brasileños.
Asimismo, Las FARC-EP tenían un alcance subregional, con proyección regional y a pesar de afrontar graves problemas para cumplir su objetivo de la toma del poder nacional estaba en capacidad de sobrevivir y perdurar en el tiempo como una amenaza para el Estado y sus Fuerzas Militares y de Policía. La estructura de las FARC-EP y sus diversos componentes mostraba una organización que ha sabido adaptarse a las dinámicas de la globalización, especialmente financiera y que logró en su momento hacerse con el control de uno de los negocios más lucrativos y difíciles de derrotar: el narcotráfico.

## Armamento y modalidades de ataque
Las FARC-EP habían adoptado ampliamente el fusil de asalto de fabricación rusa AK-47. Hay otro tipo de fusiles que utilizaban por las FARC-EP como el M15 y el M16 que son también de uso común no solo en guerra de guerrillas sino también por los paramilitares. A varios frentes de las FARC-EP se les incautaron armamento ilícito tales como: fusiles, pistolas, lanzagranadas, granadas de mano, granadas para fusil AP-45, proveedores, cartuchos, ametralladoras M60, minas antipersona, equipos de radio y explosivo Anfo y morrales de campaña.
Poseían armamento pesado como misiles antiaéreos rusos Igla S-24 (SA-24 Grinch) capaces de derribar a un avión a más de 6 kilómetros de altura. Asimismo, el Ejército Nacional incautó varios lanzacohetes AT-4  fabricados en Suecia por la empresa Saab Bofors Dynamics. Según varias revistas especializadas en defensa y seguridad estos lanzacohetes son capaces de derribar helicópteros. Se encontraron Morteros con capacidad para derribar aeronaves y que pueden tener un alcance de aproximadamente 1000 metros.
Las minas terrestres que causaron una gran cantidad de consecuencias tales como: la amputación de una extremidad de la parte del cuerpo de una persona (por lo general las piernas) e incluso puede provocar la muerte debido a la explosión, impiden el uso de infraestructuras básicas (carreteras, campos de cultivo, etc), causa graves daños ecológicos al impedir el desarrollo de la flora y fauna locales, entre muchos otros efectos negativos. Las minas terrestres eran las principales causantes de bajas entre los militares. Según Human Rights Watch las FARC-EP eran el grupo terrorista que más minas terrestres usaba en el mundo.

En los atentados terroristas de las FARC-EP las modalidades de ataque que utilizaron se encontraba el empleo de cilindros bomba carros bomba, casas bomba, carretillas bomba, bicicletas bomba, motos bomba, animales bomba (caballos y asnos) y también de humanos bomba.

Algunas armas usadas por las FARC-EP
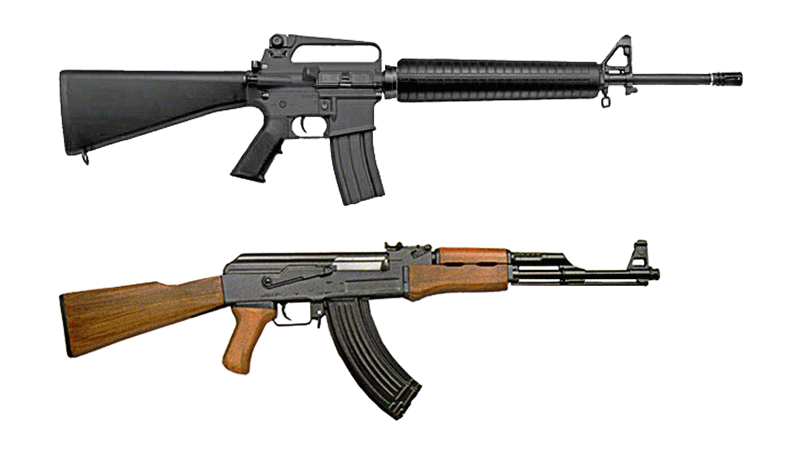
Fusiles AK-47 y M16.
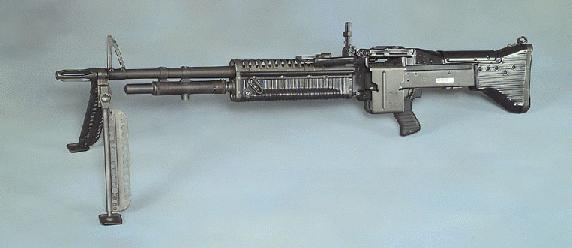
Ametralladora M60
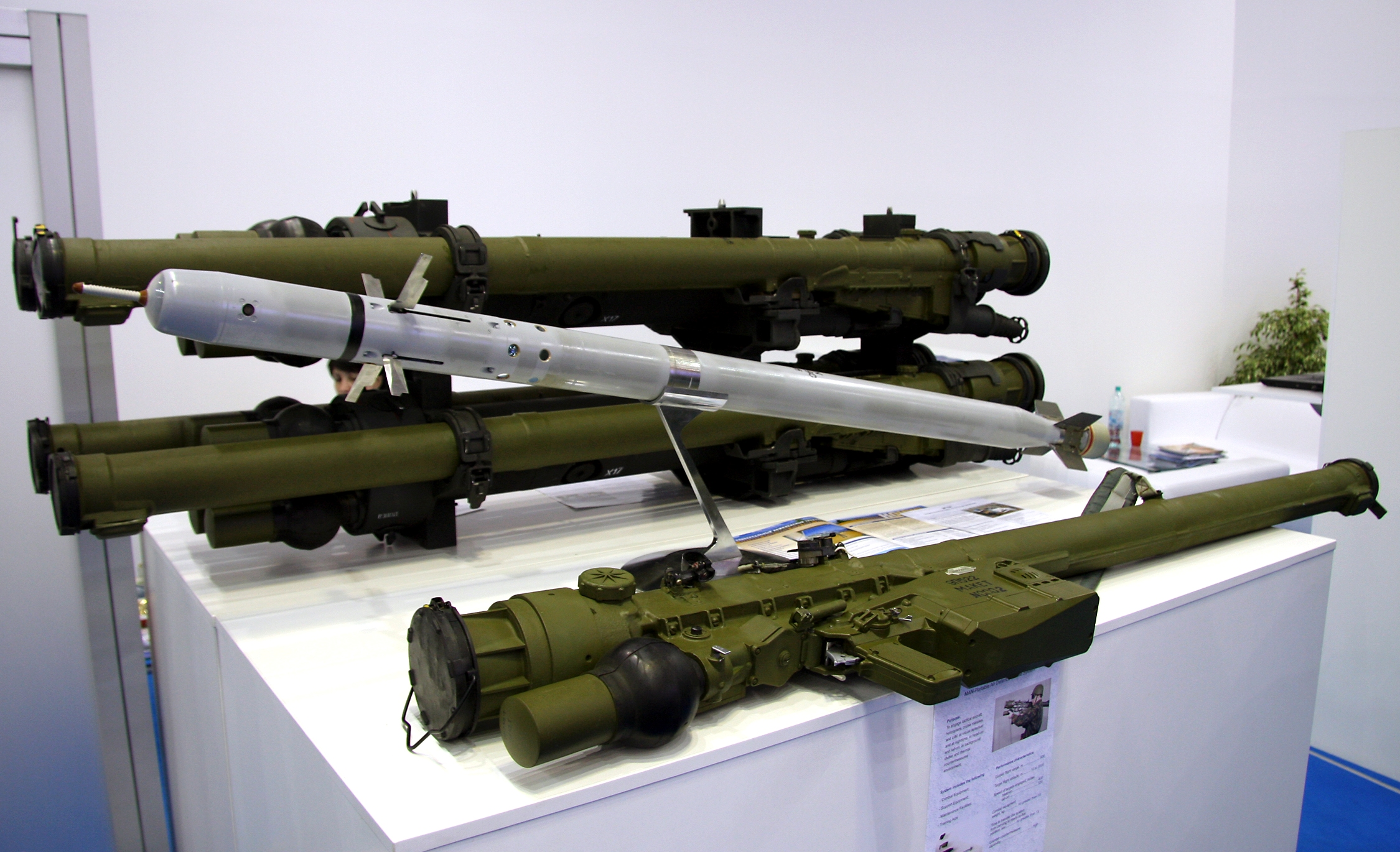
Misiles Igla